# Таханов, Даниял Аянович
Даниял Аянович Таханов (каз. Даниял Аянұлы Таханов; род. 21 октября 2005, Караганда) — казахстанский футболист, полузащитник клуба «Шахтёр» Караганда.

## Карьера
Воспитанник карагандинского футбола. Футбольную карьеру начинал в 2022 году. 5 мая 2024 года в матче против клуба «Кайсар» дебютировал в казахстанской Премьер-лиге (0:0), выйдя на замену на 89-й минуте вместо Имеды Ашортии. 26 мая 2024 года в матче против клуба «Каспий» дебютировал в кубке лиги Казахстана (0:1), выйдя на замену на 71-й минуте вместо Имеды Ашортии.

## Статистика
| Клуб               | Сезон            | Лига | Лига | Кубки | Кубки | Еврокубки | Еврокубки | Итого | Итого |
| Клуб               | Сезон            | Игры | Голы | Игры  | Голы  | Игры      | Голы      | Игры  | Голы  |
| ------------------ | ---------------- | ---- | ---- | ----- | ----- | --------- | --------- | ----- | ----- |
| Шахтёр (Караганда) | 2023             | 0    | 0    | —     | —     | —         | —         | 0     | 0     |
| Шахтёр (Караганда) | 2024             | 6    | 0    | 1     | 0     | —         | —         | 7     | 0     |
| Шахтёр (Караганда) | Итого            | 6    | 0    | 1     | 0     | —         | —         | 7     | 0     |
| → Шахтёр-Булат     | 2022             | 2    | 0    | —     | —     | —         | —         | 2     | 0     |
| → Шахтёр-Булат     | Итого            | 2    | 0    | —     | —     | —         | —         | 2     | 0     |
| → Шахтёр М         | 2022             | 18   | 3    | —     | —     | —         | —         | 18    | 3     |
| → Шахтёр М         | 2023             | 14   | 4    | —     | —     | —         | —         | 14    | 4     |
| → Шахтёр М         | 2024             | 14   | 4    | —     | —     | —         | —         | 14    | 4     |
| → Шахтёр М         | Итого            | 46   | 11   | —     | —     | —         | —         | 46    | 11    |
| Всего за карьеру   | Всего за карьеру | 54   | 11   | 1     | 0     | —         | —         | 55    | 11    |